# 芬園 (大字)
芬園，是臺灣彰化縣芬園鄉的一個傳統地名，位於該鄉中部。相較於今日行政區，其範圍大致包括社口村東部凸出部分的南大半部、芬園村、進芬村。
芬園鄉的主聚落並不在本地區，而是北鄰社口庄地區的社口聚落。

## 歷史
台灣清治末期至日治初期，芬園地區為一街庄，稱為「芬園庄」，隸屬於貓羅堡。該庄北與社口庄為鄰，東與下茄荖庄、石頭埔庄為鄰，南邊為縣庄、同安藔庄，西邊為黃厝庄、埤仔頭庄。
1901年（日治明治三十四年）11月，該庄隸屬於臺中廳。1920年（大正九年），該庄改制為「芬園」大字，隸屬於臺中州彰化郡芬園庄。
戰後芬園庄改制為芬園鄉，隸屬於彰化縣，大字亦改制為村。

## 交通
省道台14線（復興路）為彰化至南投廬山的幹道，以西北—東南走向轉橫向經過芬園地區東北部凸出部分，往西北轉北可前往彰化中庄子接省道台1線，往東轉東南可前往草屯、埔里、廬山等地。
省道台14丁線（縣芬路）又稱「芬園外環道」，為芬園至南投苦苓腳的幹道，其北側端點位於本地區東北部凸出部分的省道台14線路口，往南可前往南投接省道台3甲線。
縣道139號（大彰路四段／三段）是新港至鹿谷初鄉的道路，大致以縱向經過社口地區西部邊界，往北可前往彰化、新港，往南可前往南投、集集、鹿谷等地。